# Astelia neocaledonica
Astelia neocaledonica là một loài thực vật có hoa trong họ Asteliaceae. Loài này được Schltr. mô tả khoa học đầu tiên năm 1906.